# Marija Liwanowa
Marija Liwanowa (russisch Мария Ливанова, englische Transkription: Mariia Levanova; * 3. August 1998) ist eine russische Volleyballspielerin.

## Karriere
Liwanowa begann ihre Karriere 2011 beim Nachwuchs von Severyanka Tscherepowez. In der Saison 2014/15 spielte sie bei Leningradka Sankt Petersburg. Danach ging sie in die Vereinigten Staaten. Von 2015 bis 2018 studierte sie an der Syracuse University, wobei sie 2016 verletzt ausfiel. 2019 setzte sie ihr Studium an der Coastal Carolina University fort. Anschließend spielte sie in Aserbaidschan beim Voleybol Klubu Abşeron. 2020 wurde sie vom deutschen Bundesligisten Schwarz-Weiss Erfurt verpflichtet. Mit Saisonbeginn stand sie dort jedoch nicht im Kader, die Verpflichtungsmeldung ist offline.